# Král Šumavy (cyklistika)
Král Šumavy je zkrácený název pro cyklistické závody Author Král Šumavy MTB a Author Král Šumavy ROAD. Oba závody startují v Klatovech.
Author Král Šumavy MTB je jedním z nejstarších českých amatérských maratonů horských kol. Pořádá jej Triatlon klub Klatovy od roku 1993. Koná se obvykle koncem května. Každoročně se ho účastní kolem 3000 závodníků, v roce 2015 se jel 22. ročník. Trať vede terénem, který bývá za deštivého počasí značně obtížný, výjimkou nejsou ani brody. Jedou se tři tratě: krátká (obvykle kolem 70 km) a dlouhá (obvykle přes 100 km), od roku 2009 ještě trať délky 45 km. V roce 2007 měla krátká trať délku 70 km s převýšením 1800 m, dlouhá měla 105 km s převýšení 2600 m. Na značené trase je na několika místech připraveno občerstvení. Od roku 2013 se Author Král Šumavy jezdí jako memoriál Františka Šrajta, který závod založil. František bohužel zemřel 13.4.2013 při najíždění trati po náhlé zdravotní indispozici. 
Author Král Šumavy ROAD je závod silničních kol. Na výběr jsou tři trasy: krátká 155 km, střední 215 km a dlouhá 255 km (délky ze závodu v roce 2006). Koná se v září.